# Archieven van de West-Indische Compagnie

De archieven van de West-Indische Compagnie is het archief dat bewaard is gebleven van de Nederlandse handelsonderneming West-Indische Compagnie. De archieven staan sinds 2011 op de Werelderfgoedlijst voor documenten van UNESCO.
De archieven worden grotendeels bewaard in het Nationaal Archief in Nederland. Daarnaast liggen delen van het archief in Brazilië, Ghana, Guyana, Curaçao, Suriname, het Verenigd Koninkrijk en de Verenigde Staten. Het betreft archieven van de Albany County Hall of Records (VS), het staats- en gemeentearchief van New York, het Nationaal archief van Brazilië, het Nationaal Archief Suriname, het Nationaal Archief Curaçao, het nationaal archief van het Verenigd Koninkrijk, het nationaal archief van Ghana en het nationaal archief van Guyana. Het Nederlands Nationaal Archief heeft in 2018 98.000 pagina's gedigitaliseerd van het archief in Guyana.
De stukken in de archieven gaan over onderwerpen zoals handel, slavenhandel, oorlogvoering, diplomatie, plantages en het dagelijks leven. In veel gevallen bevatten de Archieven van de West-Indische Compagnie de enige schriftelijke informatie over de geschiedenis van gebieden waar de West-Indische Compagnie kolonies en handelsposten stichtte. De archieven zijn een belangrijke bron voor de geschiedenis van Brazilië, Ghana, Guyana, Nederland, de Nederlandse Antillen, Suriname en de Verenigde Staten.